# De Nios Stora Pris

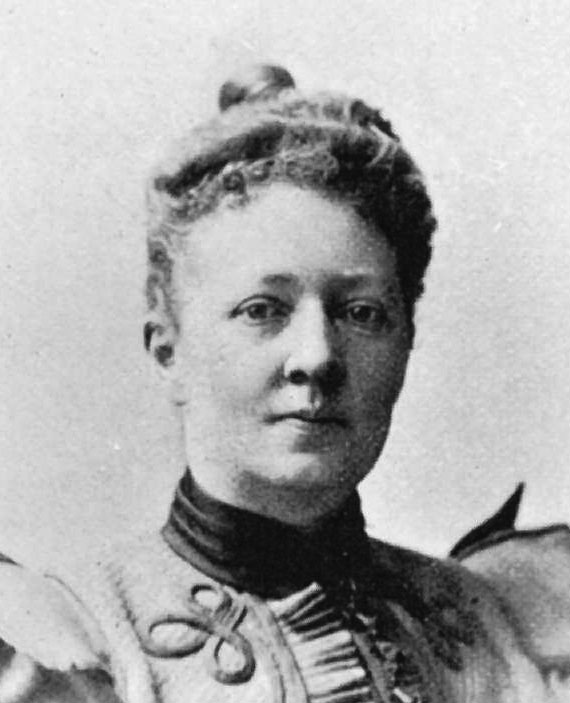
Hilma Angered Strandberg, pristagare 1916

De Nios Stora Pris är ett litteraturpris som delas ut av Samfundet De Nio, första gången 1916. Priset är för närvarande på 400 000 kronor.

## Mottagare
- 1916 – Erik Axel Karlfeldt, Bertel Gripenberg, Vilhelm Ekelund, Axel Lundegård, Hilma Angered Strandberg, Oscar Stjerne och Verner von Heidenstam
- 1917 – K.G. Ossiannilsson och Marika Stiernstedt
- 1918 – Ingen utdelning
- 1919 – K.G. Ossiannilsson
- 1920 – Hans Larsson
- 1921 – Olof Högberg
- 1922 – Tor Hedberg
- 1923 – Elin Wägner
- 1924 – Vilhelm Ekelund och Gustaf Ullman
- 1925 – Fredrik Vetterlund
- 1926 – Hjalmar Bergman
- 1927 – Sigfrid Siwertz
- 1928 – Ludvig "Lubbe" Nordström och Pär Lagerkvist
- 1929 – Per Hallström, Axel Lundegård och Birger Sjöberg
- 1930 – Erik Blomberg och Bertel Gripenberg
- 1931 – Arvid Mörne och Ernst Didring
- 1932 – Emilia Fogelklou
- 1933 – K.G. Ossiannilsson
- 1934 – Hjalmar Söderberg
- 1935 – Yrjö Hirn och Jarl Hemmer
- 1936 – Bertil Malmberg och Eyvind Johnson
- 1937 – Gustaf Hellström
- 1938 – Harry Martinson
- 1939 – Vilhelm Moberg
- 1940 – Elmer Diktonius, Bertel Gripenberg, Jarl Hemmer, Arvid Mörne och Emil Zilliacus
- 1941 – Olle Hedberg och Ivar Lo-Johansson
- 1942 – Ingen utdelning
- 1943 – Sven Lidman
- 1944 – Moa Martinson
- 1945 – Frans G. Bengtsson
- 1946 – Ingen utdelning
- 1947 – Jan Fridegård
- 1948 – Sigfrid Lindström
- 1949 – Fritiof Nilsson Piraten och Johannes Edfelt
- 1950 – Nils Ferlin
- 1951 – Gunnar Ekelöf och Lucien Maury
- 1952 – Irja Browallius
- 1953 – Tage Aurell
- 1954 – Gabriel Jönsson
- 1955 – Sivar Arnér
- 1956 – Bo Bergman, Walter Ljungquist och Stina Aronson
- 1957 – Karl Vennberg
- 1958 – Emil Zilliacus
- 1959 – Anders Österling och Evert Taube
- 1960 – Lars Ahlin
- 1961 – Erik Lindegren och Gustav Hedenvind-Eriksson
- 1962 – Hans Ruin
- 1963 – Artur Lundkvist och Birgitta Trotzig
- 1964 – Rabbe Enckell och Peder Sjögren
- 1965 – Willy Kyrklund
- 1966 – Lars Gyllensten
- 1967 – Werner Aspenström, Per-Erik Rundquist och Carl Fries
- 1968 – Ivan Oljelund och Elsa Grave
- 1969 – Albert Viksten och Lars Forssell
- 1970 – Stig Claesson och Majken Johansson
- 1971 – John Landquist
- 1972 – Sune Jonsson
- 1973 – Tito Colliander
- 1974 – Sonja Åkesson
- 1975 – Barbro Alving och Eva Moberg
- 1976 – Sten Hagliden och Olov Hartman
- 1977 – Sara Lidman
- 1978 – Ingemar Leckius
- 1979 – Hans O. Granlid och Tomas Tranströmer
- 1980 – Lars Norén
- 1981 – Rita Tornborg
- 1982 – Ingen utdelning
- 1983 – Bengt Emil Johnson
- 1984 – Björn von Rosen
- 1985 – Göran Palm
- 1986 – Gunnar E. Sandgren
- 1987 – Lennart Hellsing
- 1988 – Göran Sonnevi
- 1989 – Katarina Frostenson
- 1990 – Tobias Berggren och Lars Gustafsson
- 1991 – Erik Beckman
- 1992 – Göran Tunström
- 1993 – Lennart Sjögren
- 1994 – P.O. Enquist
- 1995 – Bo Carpelan
- 1996 – Lars Andersson
- 1997 – Per Wästberg
- 1998 – P.C. Jersild
- 1999 – Sigrid Combüchen
- 2000 – Kjell Espmark
- 2001 – Tomas Tranströmer
- 2002 – Bruno K. Öijer
- 2003 – Ann Jäderlund
- 2004 – Torgny Lindgren
- 2005 – Klas Östergren
- 2006 – Jacques Werup
- 2007 – Tua Forsström
- 2008 – Birgitta Lillpers
- 2009 – Steve Sem-Sandberg
- 2010 – Ingvar Björkeson
- 2011 – Kristina Lugn
- 2012 – Arne Johnsson
- 2013 – Aris Fioretos
- 2014 – Kjell Westö
- 2015 – Sara Stridsberg
- 2016 – Carola Hansson
- 2017 – Agneta Pleijel[2]
- 2018 – Gunnar D. Hansson
- 2019 – Ola Larsmo
- 2020 – Jan Stolpe
- 2021 – Eva Runefelt
- 2022 – Kerstin Ekman
- 2023 – Barbro Lindgren
- 2024 – Göran Greider
- 2025 – Eva Stina Byggmästar och Ingela Strandberg

## Galleri

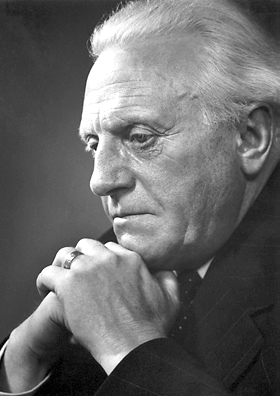
Pär Lagerkvist, pristagare 1928
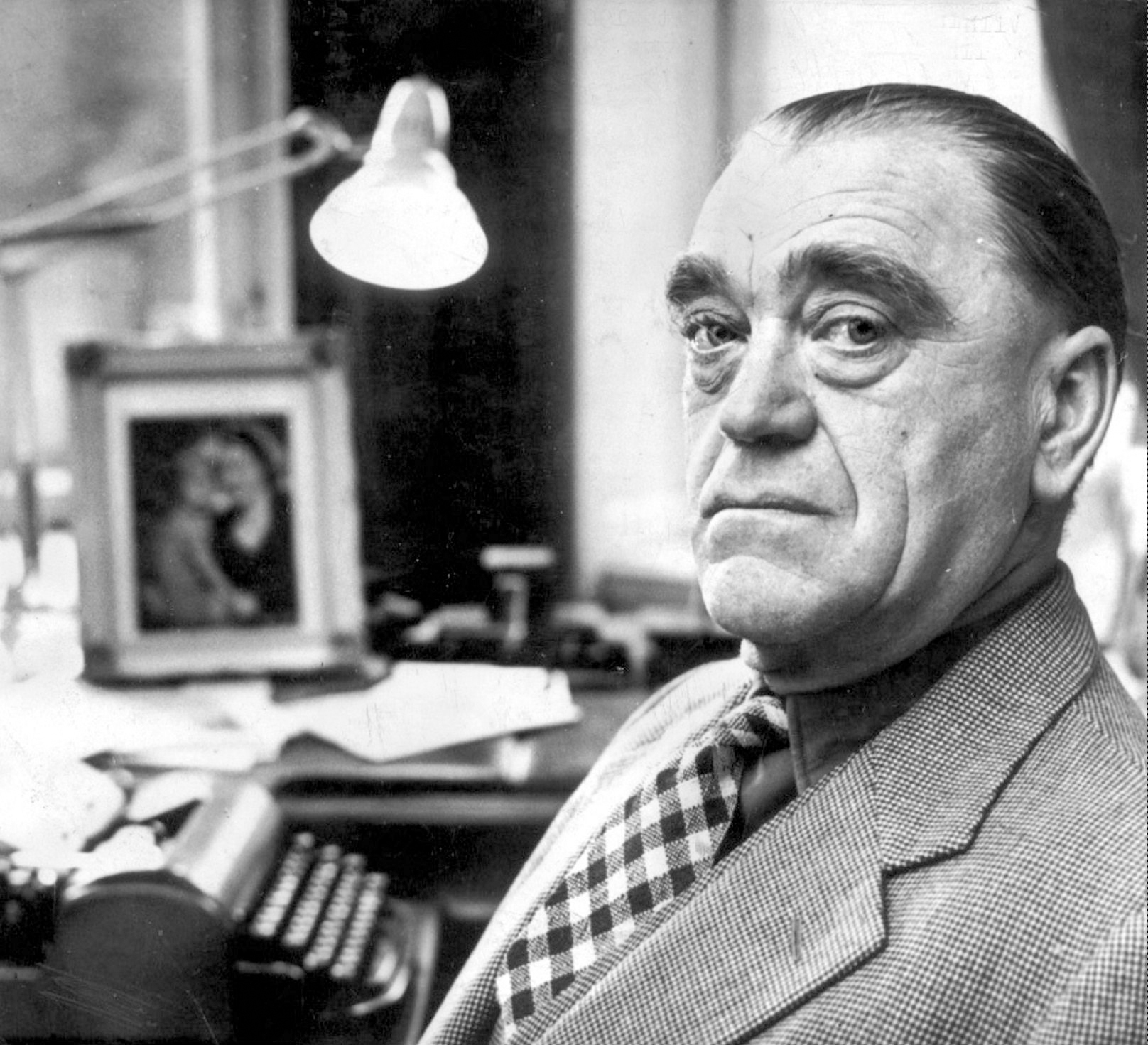
Vilhelm Moberg, pristagare 1939
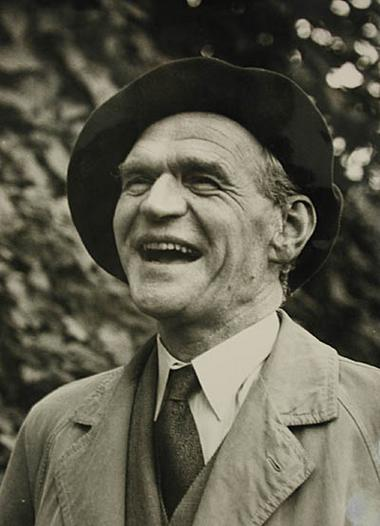
Olle Hedberg, pristagare 1941
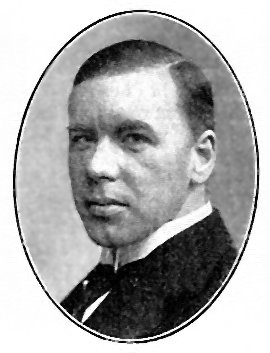
Anders Österling, pristagare 1959
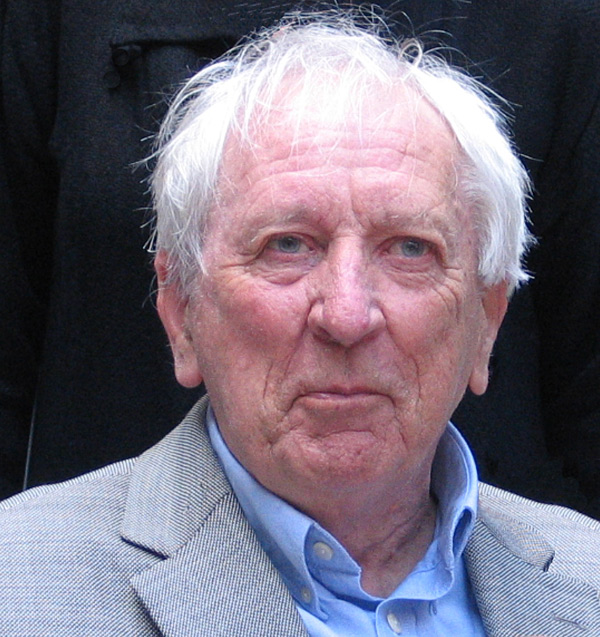
Thomas Tranströmer, pristagare 1979
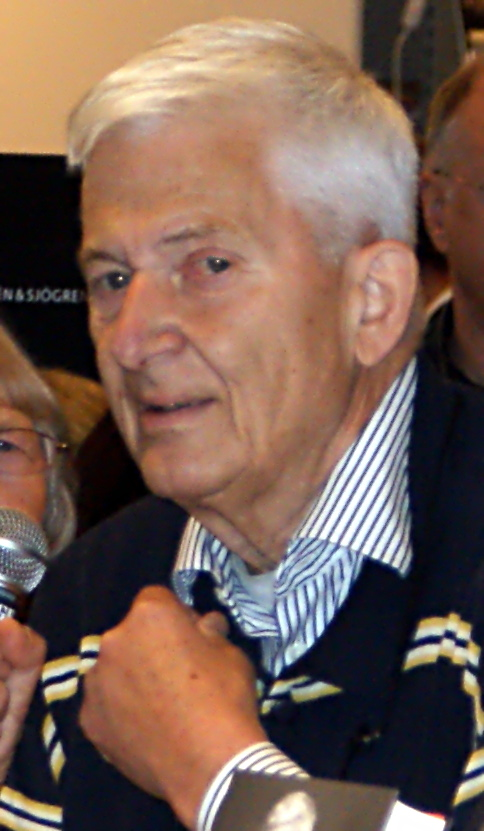
P.O. Enquist, pristagare 1994
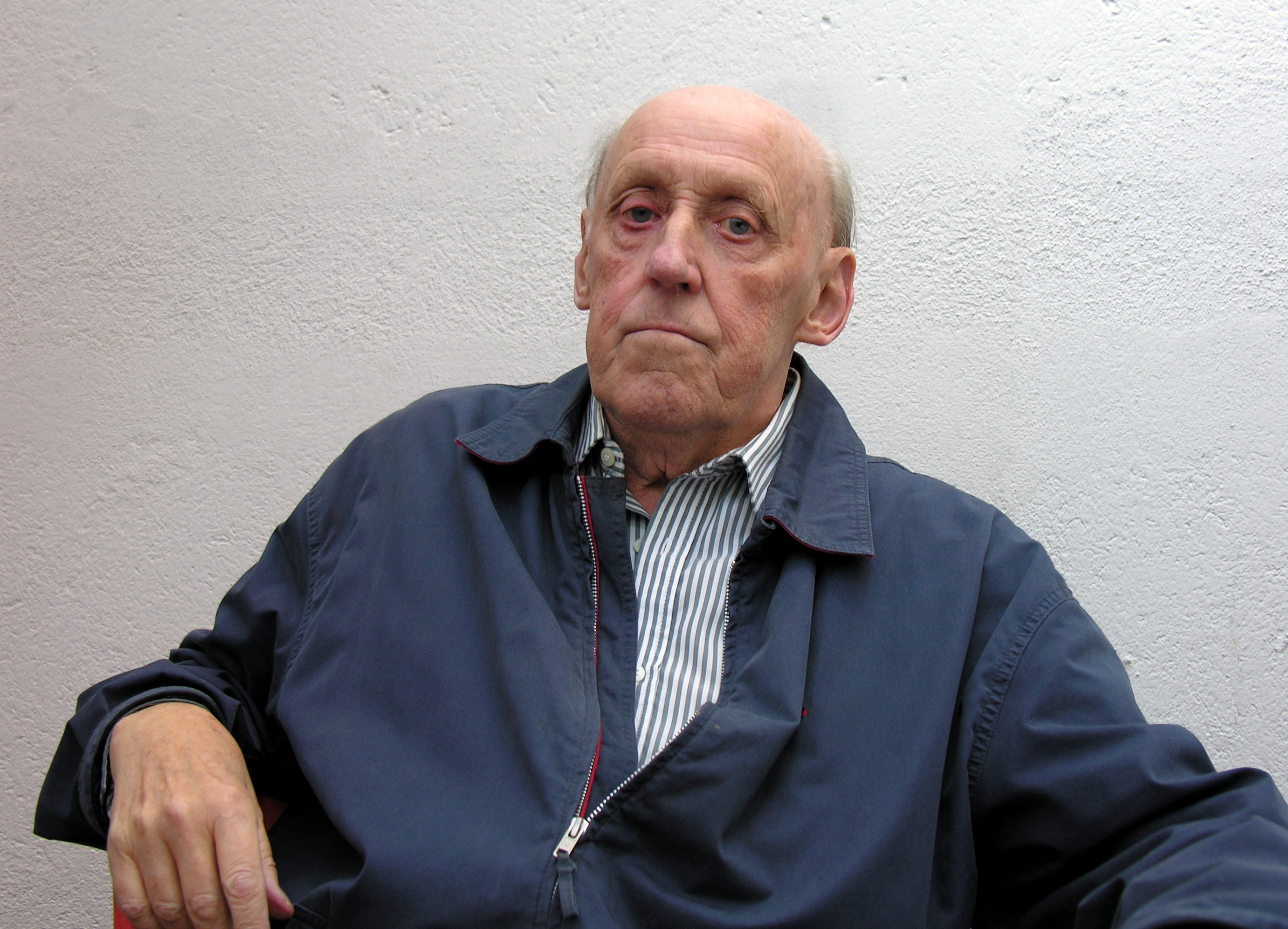
Bo Carpelan, pristagare 1995
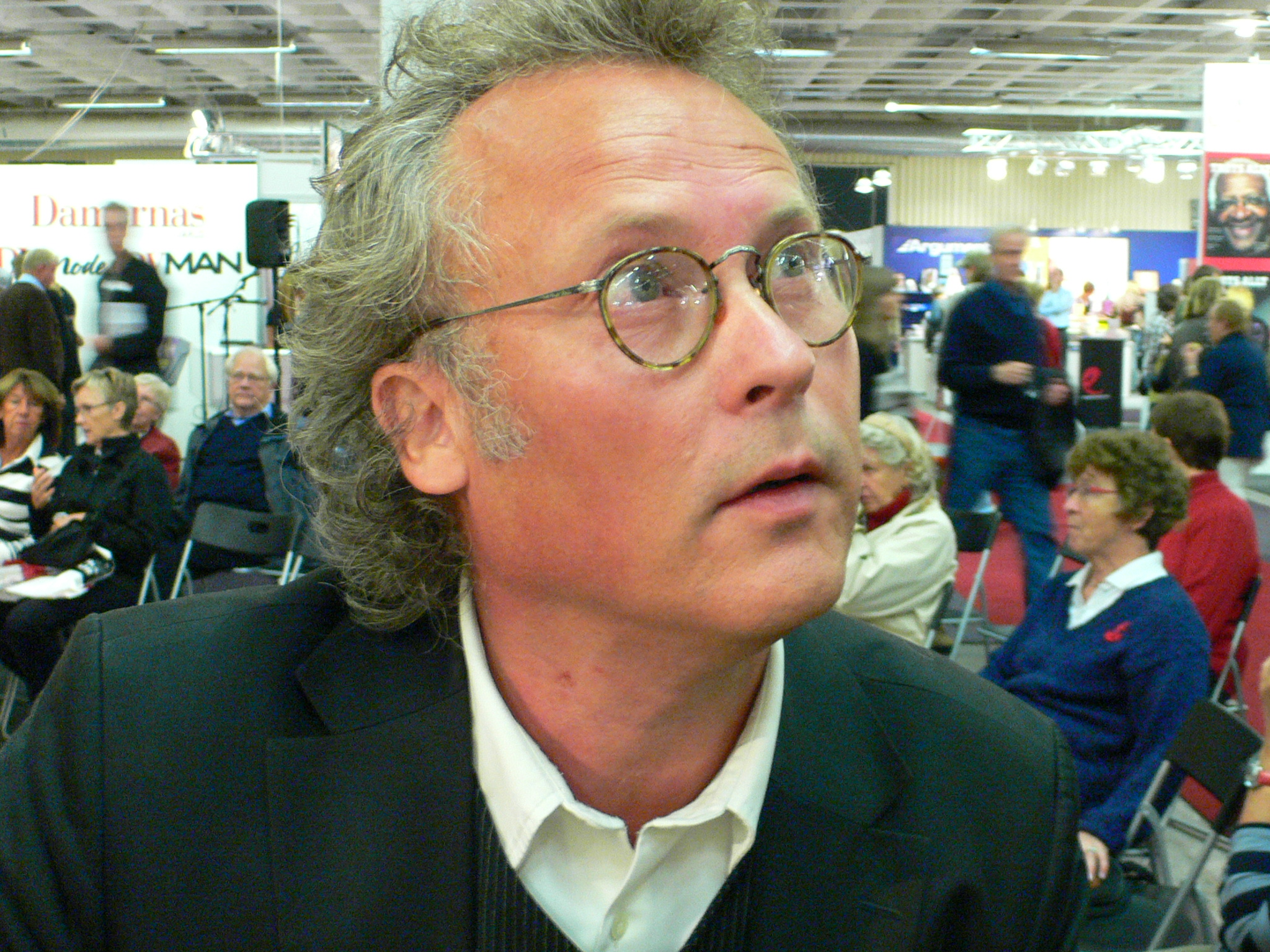
Klas Östergren, pristagare 2005
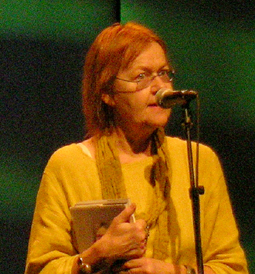
Tua Forsström, pristagare 2007